# 翟四隅
翟四隅（？年—？年），號盧齋，陕西汉中府洋县籍山东青城县人。明末政治人物。

## 生平
萬曆四十三年（1615年）乙卯科陕西乡试舉人，崇祯四年（1631年）辛未科进士，都察院观政，六年授河南南阳县知县。